# Segundo Turno do Campeonato Carioca de Futebol de 1972
A Taça Fadel Fadel foi a taça do Segundo Turno do Campeonato Carioca de 1972. O vencedor foi o Fluminense.[carece de fontes?] Fadel Fadel foi ex-presidente do Flamengo (1962-1965).

## História
A Taça Guanabara de 1972 teve 12 participantes, classificando-se os 8 melhores para a disputa do segundo turno, nesse ano no qual as taças de turnos passariam a ter nome próprio, o segundo turno foi nomeado como Taça Fadel Fadel.[carece de fontes?]
O Fluminense teve apenas uma derrota na competição, para o Vasco da Gama, que terminaria como vice campeão, invicto, mas com 5 empates e apenas 2 vitórias. Caso tivesse vencido o Fluminense, o campeão seria o Flamengo, mas com a vitória tricolor por 1 a 0 no Fla-Flu, sagrou-se campeão o Flu.[carece de fontes?]

## Fórmula de disputa
Os oito participantes jogaram contra os demais clubes apenas em jogos de ida no sistema de pontos corridos, sendo campeão aquele que fizesse mais pontos.[carece de fontes?]

## Classificação final

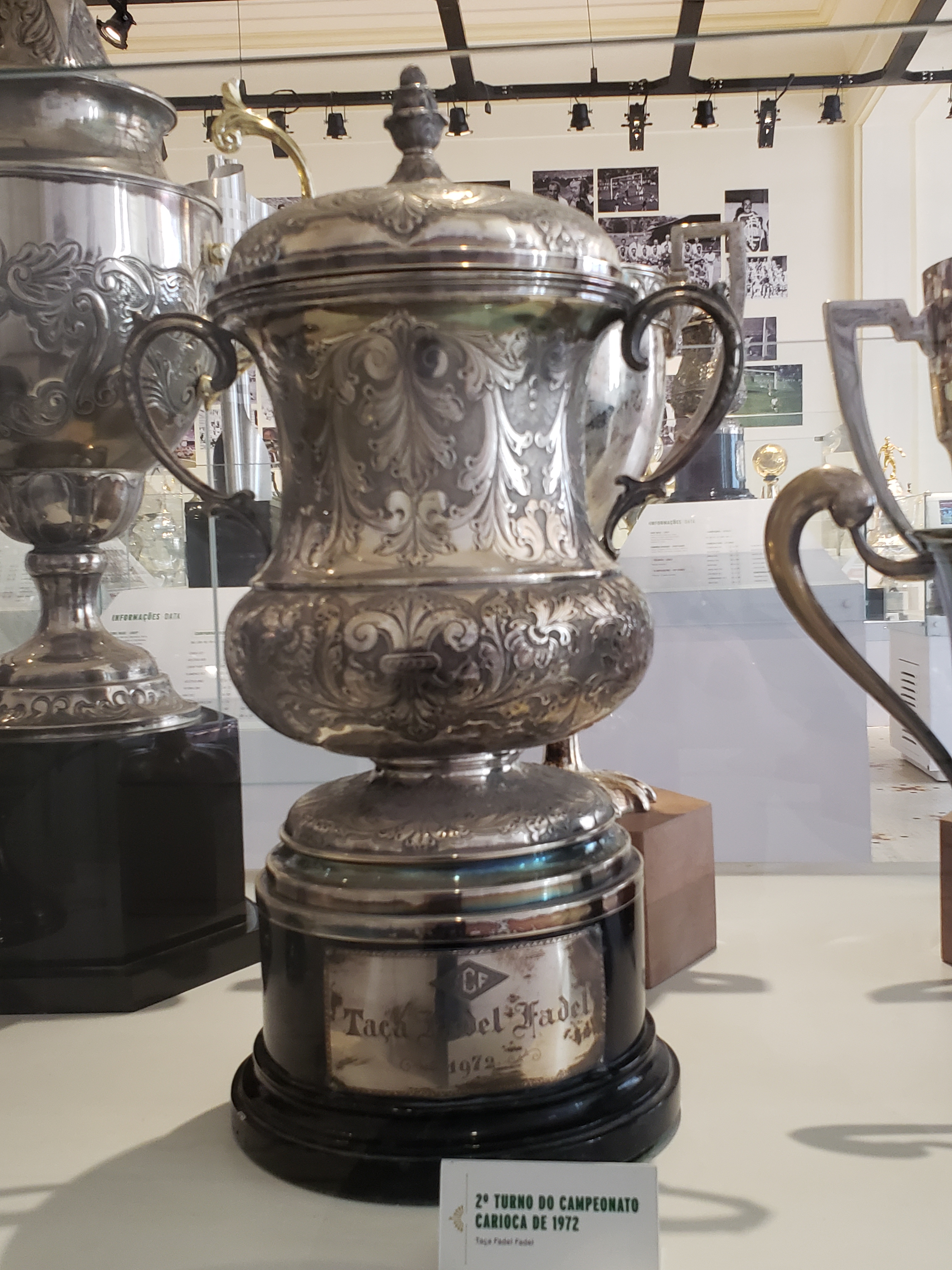
Taça do Segundo Turno de 1972.

| Classificação | Classificação | Classificação | Classificação | Classificação | Classificação | Classificação | Classificação | Classificação | Classificação |
| Pos           | Time          | PG            | J             | V             | E             | D             | GP            | GS            | SG            |
| ------------- | ------------- | ------------- | ------------- | ------------- | ------------- | ------------- | ------------- | ------------- | ------------- |
| 1             | Fluminense    | 10            | 7             | 4             | 2             | 1             | 10            | 5             | +5            |
| 2             | Vasco da Gama | 9             | 7             | 2             | 5             | 0             | 8             | 6             | +2            |
| 3             | Flamengo      | 8             | 7             | 3             | 2             | 2             | 9             | 5             | +4            |
| 4             | São Cristóvão | 8             | 7             | 3             | 2             | 2             | 7             | 12            | -5            |
| 5             | Bonsucesso    | 7             | 7             | 2             | 3             | 2             | 6             | 7             | -1            |
| 6             | America       | 6             | 7             | 1             | 4             | 2             | 2             | 3             | -1            |
| 7             | Botafogo      | 5             | 7             | 2             | 1             | 4             | 9             | 8             | +1            |
| 8             | Olaria        | 3             | 7             | 0             | 3             | 4             | 2             | 7             | -5            |

## Campanha do campeão
1. Fluminense 1–1 Olaria.
2. Fluminense 1–0 Botafogo.
3. Fluminense 4–1 São Cristóvão.
4. Fluminense 0–1 Vasco.
5. Fluminense 1–1 America.
6. Fluminense 2–1 Bonsucesso.
7. Fluminense 1–0 Flamengo.

## Jogo do título
Fluminense 1–0 Flamengo.
Data: 23 de julho de 1972.
Local: Estádio do Maracanã.
Árbitro: José Marçal Filho.
Renda: Cr$ 1.073.982,50.
Público: 101.893 pagantes.
Gol: Jair aos 49'.
FFC: Jorge Vitório; Oliveira, Ari Ercílio, Assis e Marco Antônio, Denílson, Gérson, Jair (Silveira), Cafuringa, Artime e Lula. Técnico: Paulo Amaral.
CRF: Renato; Moreira, Chiquinho, Tinho e Rodrigues Neto; Liminha, Zanata, Rogério, Caio (Fio Maravilha), Doval e Arílson. Técnico: Zagallo.

## Premiação
| Taça Fadel Fadel   |
| Rio de Janeiro     |
| ------------------ |
| FLUMINENSE Campeão |